# Vieira do Minho
Vieira do Minho és un municipi portuguès, situat al districte de Braga, a la regió del Nord i a la Subregió de l'Ave. L'any 2001 tenia 14.724 habitants. Es divideix en 21 freguesies. Limita al nord amb Terras de Bouro, al nord i este amb Montalegre, al sud-est amb Cabeceiras de Basto, al sud amb Fafe, al sud-oest amb Póvoa de Lanhoso i al nord-oest amb Amares.
| Població del concelho de Vieira do Minho (1801 – 2004) | Població del concelho de Vieira do Minho (1801 – 2004) | Població del concelho de Vieira do Minho (1801 – 2004) | Població del concelho de Vieira do Minho (1801 – 2004) | Població del concelho de Vieira do Minho (1801 – 2004) | Població del concelho de Vieira do Minho (1801 – 2004) | Població del concelho de Vieira do Minho (1801 – 2004) | Població del concelho de Vieira do Minho (1801 – 2004) | Població del concelho de Vieira do Minho (1801 – 2004) |
| ------------------------------------------------------ | ------------------------------------------------------ | ------------------------------------------------------ | ------------------------------------------------------ | ------------------------------------------------------ | ------------------------------------------------------ | ------------------------------------------------------ | ------------------------------------------------------ | ------------------------------------------------------ |
| 1801                                                   | 1849                                                   | 1900                                                   | 1930                                                   | 1960                                                   | 1981                                                   | 1991                                                   | 2001                                                   | 2004                                                   |
| 3953                                                   | 13465                                                  | 14904                                                  | 15382                                                  | 18920                                                  | 17931                                                  | 15775                                                  | 14724                                                  | 14474                                                  |

## Freguesies
- Anissó
- Anjos
- Campos
- Caniçada
- Cantelães
- Cova
- Eira Vedra
- Guilhofrei
- Louredo
- Mosteiro
- Parada do Bouro
- Pinheiro
- Rossas
- Ruivães
- Salamonde
- Soengas
- Soutelo
- Tabuaças
- Ventosa
- Vieira do Minho
- Vilar Chão